# Eduard Meyer (Politiker, 1804)
Eduard Meyer (* 3. August 1804 in Schleiz; † 13. Dezember 1867 in Pahren) war ein deutscher Pfarrer und Politiker.

## Leben
Meyer war der Sohn des Kauf- und Handelsherren Heinrich August Meyer aus Schleiz und dessen Ehefrau Henriette Dorothee Auguste geborene Scheibe aus Rudolstadt. Er war evangelisch-lutherischer Konfession und heiratete im am 4. Juli 1843 in Steinsdorf bei Weida Hedwig Trinkler (* 1. August 1822 in Großlohma bei Blankenhain; † 28. August 1893 in Eisenberg/Thüringen), die Tochter des Pfarrers Friedrich Trinkler in Steinsdorf.
Meyer besuchte bis 1824 das Gymnasium Rutheneum in Schleiz und studierte 1824 bis 1825 in Leipzig und 1825 bis 1827 in Jena Theologie. Am 22. Februar 1843 wurde er in Gera ordiniert und war dann bis 1855 Pfarrer in Rödersdorf und 1855 bis 1867 in Pahren. Aufgrund seiner Körperkraft trug er den Spitznamen Simson.
Vom 10. November 1851 bis zum 17. Juni 1854 war er Abgeordneter im Landtag Reuß jüngerer Linie. 